# 土肥美智子
土肥 美智子 (どひ みちこ、英: Dohi Michiko、1965年10月20日 - ) は、日本の内科医。日本サッカー協会診療所院長、日本オリンピック委員会理事、笹川スポーツ財団理事、日本フェンシング協会理事。
夫は日本サッカー協会会長の田嶋幸三、息子はプロサッカー選手の田嶋凜太郎、甥（姉の子）はプロサッカー選手の日髙慶太。

## 概要
1965年生まれ、東京都出身。白百合学園高校、千葉大学医学部を卒業。2022年まで国立スポーツ科学センタースポーツ医学研究部に副主任研究員（内科医）として所属していた。
2002年東京慈恵会医科大学医学博士。論文は「レーザー照射時におけるグラディエントエコーを用いた組織モニタリングの実験的評価」。専門はスポーツ外傷診断学。2008年に行われた北京オリンピック、2010年に行われた広州アジア大会、2012年に行われたロンドンオリンピックにおいてスポーツドクターとして選手団に帯同している。また、現在FIFAの医学委員会委員、女子委員会委員を務めている。日本サッカー協会においてはスポーツ医学委員を2010年から務めている。以前は、福島県楢葉町のJヴィレッジ内にある、FIFAゴールプログラムとして世界初のスポーツ医学施設 であるJFAメディカルセンターに勤務していた。2020年日本サッカー協会診療所院長。2021年日本オリンピック委員会理事。同年日本オリンピック委員会（JOC）が東京五輪日本選手団の「新型コロナウイルス対策責任者」に任命。笹川スポーツ財団理事、日本臨床スポーツ医学会理事、日本フェンシング協会理事。

## 論文
- スポーツ医学における女性医師の役割について : 女性アスリート138名を対象としたアンケート調査結果の解析
- 北京オリンピックにおけるメディカルサポート
- 画像診断医からみたアスリートの特徴 (特集 スポーツドクターとアスリート)
- 時差症候群 (予防としてのスポーツ医学—スポーツ外傷・障害とその予防・再発予防) -- (内科・その他の疾患とその予防)
- スポーツ外傷・障害のMRI検査のコツと診断のピットフォール(13)疲労骨折とシンスプリント
- スポーツ外傷・障害に対する高気圧酸素療法 : トップアスリートを対象として

他多数